# Edith Sitwell
Edith Louisa Sitwell (ur. 7 września 1887 w Scarborough, zm. 9 grudnia 1964 w Londynie) – angielska poetka i eseistka. 

## Życiorys
Pochodziła  z arystokratycznej rodziny. Jej rodzicami byli George Sitwell i Ida Sitwell. Była siostrą pisarzy Osberta i Sacheverella Sitwellów. Wraz z braćmi dążyła do zintelektualizowania języka poetyckiego. Eksperymentowała zwłaszcza w zakresie rytmiki. Odegrała ważną rolę w rozwoju awangardowej poezji w Wielkiej Brytanii. Redagowała almanach „Wheels”, na łamach którego gorąco propagowała twórczość młodych modernistów.
Edith Sitwell wyróżniała się wysokim jak na kobietę wzrostem (183 cm) i ekstrawaganckim strojem. Nosiła brokatowe suknie i złote turbany. Jest znana między innymi z pozowania do fotografii Cecila Beatona, na której została przedstawiona jako martwa. Nie wyszła za mąż, ale otoczyła macierzyńską opieką poetę Dylana Thomasa.

## Wybrana twórczość

### Zbiory poezji
- Mother and Other Poems (1915)[1][2]
- Clowns' Houses (1918)[2]
- The Wooden Pegasus (1920)[2]
- Façade (1922)
- Bucolic Comedies (1923)
- The Sleeping Beauty (1924)
- Troy Park (1925)
- Rustic Elegies (1927)
- Gold Coast Customs (1929)
- Collected Poems (1930)
- Five Variations on a Theme (1933)
- Street Songs (1942)
- Green Song and Other Poems (1944)
- The Song of the Cold (1945)
- The Shadow of Cain (1947)
- The Canticle of the Rose: Selected Poems 1920-1947 (1949)
- Façade, and Other Poems 1920-1935 (1950)
- Gardeners and Astronomers: New Poems (1953)
- Collected Poems (1954)
- The Outcasts (1962)

### Inne publikacje
- Alexander Pope (1930)
- The English Eccentrics (1933)
- Aspects of Modern Poetry (1934)
- Victoria of England (1936)
- I Live under a Black Sun (1937)
- A Poet's Notebook (1943)
- Fanfare for Elizabeth (1946) – biografia Elżbiety I
- The Queens and the Hive (1962) – biografia Elżbiety I
- Taken Care Of (1964) – autobiografia